# Nikolaï Dostal
Nikolaï Dostal (russe : Никола́й До́сталь), né le 21 mai 1946 à Moscou (RSFS de Russie) et mort le 18 janvier 2023 dans la même ville, est un réalisateur, scénariste et acteur soviétique puis russe de cinéma et de télévision. Il est nommé Artiste du peuple de la fédération de Russie en 2008.

## Biographie
Nikolaï Nikolaïevitch Dostal (russe : Никола́й Никола́евич До́сталь) est né le 21 mai 1946 à Moscou de Nikolaï Vladimirovitch Dostal (ru) (1909-1959), réalisateur, et de Jahantab Sarafi (1918-1946), violoncelliste d'origine perse de la communauté bahaï d'Achgabat en RSSA du Turkestan. Beau-fils de Natalia Androssova (née princesse Iskander), elle-même arrière-petite-fille de l'empereur Nicolas Ier, dernier membre de la famille Romanov à être resté en URSS et dans la Russie post-soviétique. Il est le frère du producteur Vladimir Dostal (ru).
En 1970, il est diplômé de la faculté de journalisme de l'université d'État de Moscou et, en 1972, des cours supérieurs pour scénaristes et réalisateurs (atelier de Gueorgui Danielia).
Le réalisateur est hospitalisé le 14 janvier 2023 ; ces dernières années, il luttait contre le cancer.
Il meurt le 18 janvier 2023 à l'hôpital à 76 ans d'un cancer de la prostate,. Une cérémonie d'adieu est organisée le 22 janvier à l'hôpital central clinique de Moscou,. Il est enterré au cimetière de Novodievitchi.

## Filmographie

### Réalisateur
- 1985 : L'Homme à l'accordéon (ru) (Человек с аккордеоном)
- 1987 : Choura et Prosvirniak (ru) (Шура и Просвирняк)
- 1989 : Je me sens bien (Я в полном порядке)
- 1991 : Nuage-paradis (Облако-рай)
- 1992 : Le Petit géant de l'amour (ru) (Маленький гигант большого секса)
- 1995 : Le Démon mesquin (ru) (Мелкий бес)
- 1997 : Policiers et Voleurs (ru) (Полицейские и воры)
- 2001 : Monsieur le chef (ru) (Гражданин начальник) — série télévisée
- 2003 : Stylet (Стилет) — série télévisée
- 2005 : Kolia a la bougeotte (ru) (Коля — перекати поле)
- 2007 : Le Testament de Lénine (ru) (Завещание Ленина) — téléfilm
- 2009 : Petia sur le chemin du Royaume des Cieux (Петя по дороге в Царствие Небесное)
- 2016 : Le Moine et le Démon (Монах и бес)